# Epidendrum holtonii
Epidendrum holtonii är en orkidéart som beskrevs av Eric Hágsater och Luis M. Sánchez. Epidendrum holtonii ingår i släktet Epidendrum och familjen orkidéer. Inga underarter finns listade i Catalogue of Life.